# Gene Hackman
Eugene (Gene) Allen Hackman (ur. 30 stycznia 1930 w San Bernardino, zm. 18 lutego 2025 w Santa Fe) – amerykański aktor filmowy, teatralny i telewizyjny oraz pisarz.
Jeden z najwybitniejszych aktorów w historii amerykańskiego kina. W trakcie kariery stworzył skrajnie różne postacie – zarówno szlachetnych bohaterów, jak i  czarne charaktery, choć ze względu na aparycję nie był obsadzany w rolach amantów. Jego postacie to głównie dojrzali mężczyźni, profesjonaliści w jakimś fachu, o złożonej psychice, często stawiani w sytuacjach z dylematami moralnymi. Często grał funkcjonariuszy służb bezpieczeństwa (policjantów, detektywów, agentów). Stworzył szereg cenionych kreacji, m.in. niezłomnego detektywa Jimmy’ego „Popeye’a” Doyle’a we Francuskim łączniku, bohaterskiego pastora w Tragedii „Posejdona”, speca od podsłuchów w filmie Rozmowa czy gen. Stanisława Sosabowskiego w O jeden most za daleko, Lexa Luthora w serii filmów o Supermanie.
W karierze, która trwała ponad sześć dekad, zdobył dwa Oscary, cztery Złote Globy, Nagrodę Gildii Aktorów Ekranowych, dwie nagrody BAFTA i Srebrnego Niedźwiedzia. Był pięciokrotnie nominowany do Oscara; otrzymał nagrodę dla najlepszego aktora pierwszoplanowego jako niezłomny detektyw Jimmy „Popeye” Doyle w dramacie kryminalnym Williama Friedkina Francuski łącznik (1971) i dla najlepszego aktora drugoplanowego jako „Mały” Bill Daggett w westernie Clinta Eastwooda Bez przebaczenia (1992). Ponadto był trzy razy nominowany do tej nagrody: za rolę pierwszoplanową Bucka Barrowa, starszego brata Clyde’a (Warren Beatty) w biograficznym dramacie kryminalnym Arthura Penna Bonnie i Clyde (1967), rolę drugoplanową profesora college’u Gene’a Garrisona w dramacie Gilberta Catesa Nigdy nie śpiewałem dla mojego ojca (1970) i agenta Ruperta Andersona w dramacie kryminalnym Alana Parkera Missisipi w ogniu (1988).

## Życiorys

### Wczesne lata
Urodził się w San Bernardino w Kalifornii jako syn Ann Lydii Elizabeth (z domu Gray) i Eugene’a Ezry Hackmana. Jego ojciec był Amerykaninem, a matka – Kanadyjką, urodzoną w hrabstwie Lambton w Ontario. Jego przodkowie to Anglicy, Niemcy, Szkoci i Holendrzy. Wychowywał się w Danville w Illinois. Pochodził z rodziny robotniczej.
Kiedy miał 15 lat, został wyrzucony ze szkoły, a następnie trafił do United States Marine Corps, w której służył w latach 1947–1950 jako disc jockey i prezenter wiadomości dla stacji radiowej jednostki. Przez sześć miesięcy studiował dziennikarstwo na Uniwersytecie Illinois w Urbanie. Studiował w nowojorskiej szkole radiowej. Uczył się aktorstwa w Pasadena Playhouse.

### Kariera aktorska

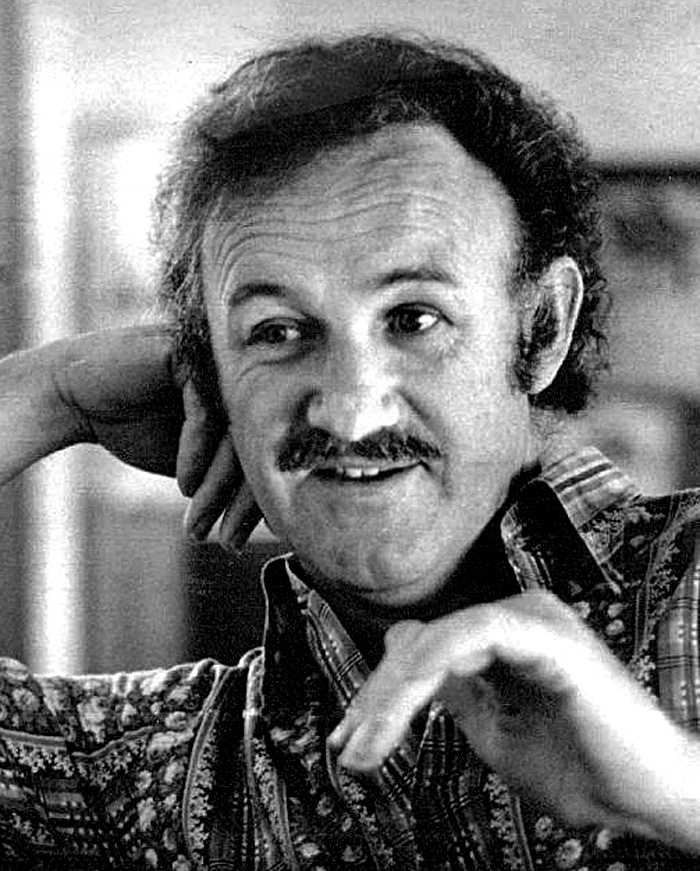
Hackman (1972)

W 1958 zadebiutował na scenie off-Broadwayu w przedstawieniu Chaparral. W 1959 wystąpił jako John Kempe w produkcji off-broadwayowskiej Świętość Margery Kempe. Po raz pierwszy wystąpił na ekranie w niewielkiej roli policjanta w biograficznym dramacie kryminalnym Mad Dog Coll (1961) z Tellym Savalasem i jako Joe Lawson w serialu kryminalnym Tallahassee 7000 (1961) z Walterem Matthau. W 1963 trafił na Broadway jako Charles Widgin Rochambeau w sztuce Irwina Shawa Dzieci z ich gier.
Pierwszą znaczącą rolę jako Norman zagrał w dramacie Roberta Rossena Lilith (1964). Gwiazdą tego filmu był Warren Beatty, który namówił Arthura Penna do obsadzenia Hackmana w filmie Bonnie i Clyde. Aktor za rolę Bucka, wspólnika tytułowej pary gangsterów, otrzymał swoją pierwszą nominację do Oscara, a jego kariera nabrała rozpędu. Prawdziwą gwiazdą stał się po zagraniu detektywa Popeye’a Doyle’a we Francuskim łączniku (1971), za rolę w którym otrzymał  Oscara dla najlepszego aktora pierwszoplanowego. Następnie zagrał m.in. włóczęgę w Strachu na wróble (Scarecrow, 1973), człowieka uwikłanego w mafijne porachunki w Zasadzie domina (Domino Principle, 1977), ojca poszukującego syna zaginionego podczas wojny wietnamskiej w Niespotykanym męstwie (Uncommon Valor, 1983) i trenera koszykówki w Mistrzowskim rzucie (Hoosiers, 1986).
W latach 80. należał do grona najbardziej zapracowanych aktorów – tylko w latach 1987–1988 nakręcił dziewięć filmów. Za rolę agenta FBI w dreszczowcu kryminalnym Missisipi w ogniu (Mississippi Burning, 1988) był nominowany do Oscara. Za występ jako szeryf „Mały” Bill Daggett w westernie Clinta Eastwooda Bez przebaczenia (1992) otrzymał Oscara dla najlepszego aktora drugoplanowego.
Z aktorstwa wycofał się w 2004, kiedy to pojawił się po raz ostatni na ekranie w filmie Witamy w Mooseport, gdzie wcielił się w rolę byłego prezydenta USA, który kandyduje na urząd burmistrza małego miasteczka.

### Pisarstwo
Wspólnie z archeologiem podwodnym Danielem Lenihanem napisał trzy powieści: Wake of the Perdido Star (1999), Justice for None (2004) oraz Escape from Andersonville (2008).

## Życie prywatne
1 stycznia 1956 zawarł związek małżeński z Filipą „Faye” Maltese, z którą miał syna Christophera (ur. 1960) oraz dwie córki – Elizabeth Jean i Leslie Anne. W 1986 doszło do rozwodu. W latach 1973–1974 był związany z Cloris Leachman. W grudniu 1991 ożenił się z Betsy Arakawą. 

### Śmierć
26 lutego 2025 Hackman, jego żona Betsy Arakawa i jeden z trzech psów zostali znalezieni martwi w ich domu w Santa Fe. Dane uzyskane z rozrusznika serca Hackmana sugerują, że nie żył on od dziewięciu dni, a jego serce zatrzymało się 18 lutego. Koroner stwierdził kilka możliwych przyczyn śmierci 95-letniego aktora, w tym choroba układu krążenia i problemy z nerkami, a do pogorszenia jego stanu przyczyniła się prawdopodobnie zaawansowana choroba Alzheimera wypływająca na brak umiejętności zadbania o siebie. Jego żona zmarła na hantawirusowy zespół płucny - chorobę przenoszoną przez zakażone gryzonie. Kobieta prawdopodobnie zmarła kilka dni przed mężem (około tygodnia) i możliwe, że Gene Hackman nie był w stanie normalnie jeść z powodu zaawansowanej choroby Alzheimera.

## Filmografia
- Mad Dog Coll (1961) jako policjant (debiut aktorski)
- Lilith (1964) jako Norman
- Hawaje (1966) jako dr John Whipple
- Bonnie i Clyde (1967) jako Buck Barrow
- Uwięzieni w kosmosie (1969) jako Buzz Lloyd
- Cyrk straceńców (1969) jako Joe Browdy
- Nigdy nie śpiewałem dla mojego ojca (1970) jako Gene Garrison
- Polowanie (1971) jako Brandt
- Francuski łącznik (1971) jako Jimmy „Popeye” Doyle
- Tragedia „Posejdona” (1972) jako pastor Frank Scott
- Pierwszorzędne cięcie (1972) jako Mary Ann
- Strach na wróble (1973) jako Max Millan
- Młody Frankenstein (1974) jako ślepy pustelnik (Harold)
- Narzeczona Zandy’ego (1974) jako Zandy Allan
- Rozmowa (1974) jako Harry Caul
- W mroku nocy (1975) jako Harry Moseby
- Z zaciśniętymi zębami jako Sam Clayton
- Szczęściara (1975) jako Kibby Womack
- Francuski łącznik II (1975) jako Jimmy „Popeye” Doyle
- Maszeruj lub giń (1977) jako mjr William Sharman Foster
- O jeden most za daleko (1977) jako gen. Stanisław Sosabowski
- Zasada domina (1977) jako Roy Tucker
- Superman (1978) jako Lex Luthor
- Superman II (1980) jako Lex Luthor
- Czerwoni (1981) jako Pete Van Wherry
- Niepokorni (1981) jako George Dupler
- Pod ostrzałem (1983) jako Alex Grazier
- Niespotykane męstwo (1983) jako Cal Rhodes
- Eureka (1983) jako Jack McCann
- Nierozumiany (1984) jako Ned Rawley
- Dwa razy w życiu (1985) jako Harry MacKenzie
- Cel (1985) jako Walter Lloyd
- Żądza władzy (1986) jako Wilfred Buckley
- Mistrzowski rzut (1986) jako trener Norman Dale
- Superman IV (1987) jako Lex Luthor, Nuclear Man (głos)
- Bez wyjścia (1987) jako sekretarz obrony David Brice
- Missisipi w ogniu (1988) jako Rupert Anderson
- Bat* 21 (1988) jako podpułkownik Iceal Hambleton
- Inna kobieta (1988) jako Larry Lewis
- Pełnia księżyca w Blue Water (1988) jako Floyd
- Przesyłka (1989) jako Johnny Gallagher
- Pocztówki znad krawędzi (1990) jako Lowell Kolchek
- Niewygodny świadek (1990) jako Robert Caulfield
- Zwariowani detektywi (1990) jako MacArthur „Mac” Stern
- Precedensowa sprawa (1991) jako Jedediah Tucker Ward
- Bez przebaczenia (1992) jako Little Bill Daggett
- Firma (1993) jako Avery Tolar
- Geronimo: amerykańska legenda (1993) jako gen. George Crook
- Wyatt Earp (1994) jako Nicholas Earp
- Szybcy i martwi (1995) jako John Herod
- Karmazynowy przypływ (1995) jako kpt. Frank Ramsey
- Dorwać małego (1995) jako Harry Zimm
- Klatka dla ptaków (1996) jako senator Kevin Keeley
- Krytyczna terapia (1996) jako dr Lawrence Myrick
- Komora (1996) jako Sam Cayhall
- Władza absolutna (1997) jako prezydent Alan Richmond
- Półmrok (1998) jako Jack Ames
- Wróg publiczny (1998) jako Edward „Brill” Lyle
- Mrówka Z (1998) jako generał Mandible (głos)
- Podejrzany (2000) jako Henry Hearst
- Sezon rezerwowych (2000) jako Jimmy McGinty
- Mexican (2001) jako Arnold Margolese, ojciec Jerry’ego
- Wielki podryw (2001) jako William B. Tensy
- Skok (2001) jako Joe Moore
- Genialny klan (2001) jako Royal Tenenbaum
- Za linią wroga (2001) jako admirał Leslie McMahon Reigart
- Ława przysięgłych (2003) jako Rankin Fitch
- Witamy w Mooseport (2004) jako Monroe Cole (ostatnia rola)

## Nagrody
| Rok  | Nagroda                                        | Kategoria                                                     | Film                     |
| ---- | ---------------------------------------------- | ------------------------------------------------------------- | ------------------------ |
| 1971 | National Board of Review                       | Najlepszy aktor                                               | Francuski łącznik (1971) |
| 1972 | Złoty Glob                                     | Najlepszy aktor w filmie dramatycznym                         | Francuski łącznik (1971) |
| 1972 | Nagroda Akademii Filmowej                      | Najlepszy aktor pierwszoplanowy                               | Francuski łącznik (1971) |
| 1973 | Nagroda BAFTA                                  | Najlepszy aktor pierwszoplanowy z Tragedią „Posejdona” (1972) | Francuski łącznik (1971) |
| 1974 | National Board of Review                       | Najlepszy aktor                                               | Rozmowa (1974)           |
| 1997 | Nagroda Gildii Aktorów Ekranowych              | Wybitny występ filmowego zespołu aktorskiego                  | Klatka dla ptaków (1996) |
| 1998 | National Board of Review                       | Najlepszy aktor                                               | Missisipi w ogniu (1988) |
| 1989 | 39. Międzynarodowy Festiwal Filmowy w Berlinie | Srebrny Niedźwiedź dla najlepszego aktora                     | Missisipi w ogniu (1988) |
| 1993 | Nagroda BAFTA                                  | Najlepszy aktor drugoplanowy                                  | Bez przebaczenia (1992)  |
| 1993 | Złoty Glob                                     | Najlepszy aktor drugoplanowy                                  | Bez przebaczenia (1992)  |
| 1993 | Nagroda Akademii Filmowej                      | Najlepszy aktor drugoplanowy                                  | Bez przebaczenia (1992)  |
| 2002 | Złoty Glob                                     | Najlepszy aktor w filmie komediowym lub musicalu              | Genialny klan (2001)     |
| 2003 | Złoty Glob                                     | Nagroda im. Cecila B. DeMille’a                               | –                        |